# Andautônia
Andautônia (em latim: Andautonia) era um assentamento romano situado na margem sul do rio Sava, localizado na moderna vila de Šćitarjevo, a sudeste da cidade de Zagrebe, Croácia.
Andautonia estava localizada na província romana da Panônia, na estrada romana que conectava Petóvia e Síscia (cidades modernas de Ptuj e Sisak).
Segundo o arqueólogo croata do século XIX Šime Ljubić, o topônimo Andautônia (em grego clássico: Ἀνδαυτόνιον) foi mencionado pelo antigo geógrafo Ptolemeu em sua obra Geografia do século II, que o colocou, talvez incorretamente, entre os assentamentos de Bonônia e Noviduno (atual Banoštor no norte da Sérvia e Krško na Eslovênia). A única outra menção do mesmo assentamento foi encontrada no Itinerário Antonino, que se acredita datar do início do século III, que se refere ao local como Dautônia.